# Madaura superba
Madaura superba är en insektsart som först beskrevs av Melichar 1951.  Madaura superba ingår i släktet Madaura och familjen dvärgstritar. Inga underarter finns listade i Catalogue of Life.